# Mihaela Loghin
Mihaela Loghin, née le 1er juin 1952, est une ancienne athlète roumaine, spécialiste du lancer du poids.
En juin 1984, aux Jeux olympiques de Los Angeles, elle a remporté l'argent, un centimètre derrière la médaillée d'or Claudia Losch.

## Palmarès

### Jeux olympiques
- Jeux olympiques d'été de 1984 à Los Angeles ( États-Unis)
  -  Médaille d'argent au lancer du poids

### Championnats d'Europe d'athlétisme
- Championnats d'Europe d'athlétisme de 1982 à Athènes ( Grèce)
  - 8e au lancer du poids
- Championnats d'Europe d'athlétisme de 1986 à Stuttgart ( Allemagne de l'Ouest)
  - 8e au lancer du poids

### Championnats d'Europe d'athlétisme en salle
- Championnats d'Europe d'athlétisme en salle de 1983 à Budapest ( Hongrie)
  - 4e au lancer du poids
- Championnats d'Europe d'athlétisme en salle de 1984 à Göteborg ( Suède)
  - 5e au lancer du poids
- Championnats d'Europe d'athlétisme en salle de 1985 à Le Pirée ( Grèce)
  - 4e au lancer du poids
- Championnats d'Europe d'athlétisme en salle de 1986 à Madrid ( Espagne)
  -  Médaille de bronze au lancer du poids